# أحمد محمد عبد الله رزق الزهيري
أحمد محمد عبد الله رزق الزهيري برلماني يمني، عضو في مجلس النواب، ورئيس لجنة السلطة المحلية بالمجلس عن الدورة البرلمانية 2003-2009 والكتلة البرلمانية لنواب حزب المؤتمر الشعبي العام عن الدائرة الانتخابية رقم (291) بمحافظة عمران. من مواليد عام 1961 في مديرية ثلاء محافظة عمران حاصل على ليسانس شريعة وقانون ودبلوم إدارة تعاونية.ويشغل منصب رئيس الدائرة التنظيمية لحزب المؤتمر الشعبي العام وعضو للجنه العامه للمؤتمر عن محافظة عمران

## فترة المجلس
باتفاق عرف باسم «إتفاق فبراير» مُددت فترة المجلس لمدة عامين، وبقيام ثورة الشباب اليمنية لم تُجرَ الانتخابات، وبحسب إتفاق المبادرة الخليجية مُددت لمدة عامين آخرين حتى 2013. ولكن نظراً للأزمة السياسية المستمرة منذ 2014 ونشوب الحرب القائمة منذ 2015 لم يتسنى انتخاب مجلس نواب جديد، ولا تزال الشرعية متجسدة في المجلس المنتخب عام 2003 حتى اليوم.